# آنتونیو کالابرو
آنتونیو کالابرو (انگلیسی: Antonio Calabro؛ زادهٔ ۱۰ اوت ۱۹۷۶) بازیکن فوتبال اهل ایتالیا است.
از باشگاه‌هایی که در آن بازی کرده‌است می‌توان به باشگاه ورزشی لاتزیو اشاره کرد.
وی همچنین در تیم‌های ملی فوتبال زیر ۱۶ سال ایتالیا و زیر ۱۵ سال ایتالیا بازی کرده‌است.